# Final do Campeonato Catarinense de Futebol de 2017 - Série C
A Final do Campeonato Catarinense de Futebol de 2017 - Série C foi a decisão da décima quarta edição desta competição. Foi realizada em duas partidas, com mando de campo alternado entre as duas equipes participantes.
Após empatar a primeira partida fora de casa por 2 a 2 e vencer em casa a segunda por 4 a 2, o Blumenau sagrou-se, pela primeira vez na história, Campeão da Série C do Campeonato Catarinense de Futebol.

## Regulamento
No regulamento da terceira divisão do certame catarinense, está previsto que Final será disputada pelas equipes campeãs do Turno e do Returno, que jogam entre si em jogos de ida e volta, sendo mandante do jogo de volta (segunda partida) a equipe que obteve a melhor campanha no geral, somando-se os pontos ganhos no Turno e no Returno. 
É considerada vencedora da disputa a equipe que, ao final do jogo de volta (segunda partida), obteve o maior número de pontos ganhos. Se após a realização do jogo de volta (segunda partida) as equipes terminem empatadas em número de pontos ganhos, independente do saldo de gols e dos outros índices técnicos, haverá uma prorrogação de 30 minutos, em dois tempos de 15, para se conhecer a vencedora da disputa. Caso ao final da prorrogação do jogo de volta persistir o empate, será considerada vencedora da disputa a equipe mandante do jogo de volta (segunda partida).
Somente a equipe campeã da Terceira Divisão do Campeonato Catarinense de Futebol de 2017, será classificada para a disputa do Campeonato Catarinense de Futebol de 2018 da Segunda Divisão.

## Primeiro jogo
| 30 de julho | CEC/Orleans       | 2 – 2  | Blumenau              | Estádio Osmundino Matheus, Orleans                                  |
| 15:00       | Adeilson 72', 74' | Súmula | 39' Ygor · 71' Miller | Público: 670 Renda: R$ 6.600,00 Árbitro: SC Leandro Messina Perrone |

| CEC/Orleans | Blumenau |

| CEC/ORLEANS: |    |                  |     |     |
|              |    |                  |     |     |
| G            | 1  | Kanan            |     |     |
| LD           | 2  | Geraldinho       |     |     |
| Z            | 3  | Marcelo Almeida  |     |     |
| Z            | 4  | Marcelo Fernando |     |     |
| LE           | 6  | Alisson          | 21' |     |
| V            | 5  | Maranhão         |     |     |
| V            | 10 | Higor            |     |     |
| V            | 11 | Cainan           | 86' |     |
| M            | 7  | Fagner           |     | 61' |
| M            | 8  | Klisman          | 44' | 71' |
| A            | 9  | Danilo           |     |     |
| Substitutos: |    |                  |     |     |
| G            | 12 | Pedro Luiz       |     |     |
| G            | 41 | Derick           |     |     |
| LD           | 19 | Rafael           |     |     |
| LE           | 13 | Douglas          |     | 71' |
| Z            | 14 | Luiz Filipe      |     |     |
| Z            | 15 | Vinicius         |     |     |
|              | 16 | Lucas            |     |     |
|              | 17 | Luiz Henrique    |     | 61' |
|              | 18 | Vagner           |     |     |
| M            | 20 | Higor Antonio    |     |     |
| Treinador:   |    |                  |     |     |
| Eduardo      |    |                  |     |     |

| BLUMENAU:    |    |                     |     |     |
|              |    |                     |     |     |
| G            | 1  | Bruno               |     |     |
| LD           | 2  | Julinho             |     | 45' |
| Z            | 3  | Weverton Fugão      |     |     |
| Z            | 4  | Alex Moreira        |     |     |
| LE           | 9  | Evandro             |     | 88' |
| V            | 5  | Ismael              |     |     |
| V            | 6  | Andrey              |     |     |
| M            | 8  | Ygor                |     |     |
| M            | 10 | Miller              |     |     |
| A            | 7  | Lucas Vaz           | 54' |     |
| A            | 11 | Lucas Sousa         |     |     |
| Substitutos: |    |                     |     |     |
| G            | 12 | Edinei              |     |     |
| Z            | 13 | Jefersson           |     |     |
| LE           | 14 | Ricardo             |     |     |
|              | 15 | Ademir              |     |     |
|              | 16 | Matheus             |     |     |
| M            | 17 | Maurílio            |     | 88' |
| A            | 18 | Matheus Bittencourt |     | 45' |
| A            | 19 | Marcos Vinicius     |     |     |
| M            | 20 | Thor                |     |     |
| Treinador:   |    |                     |     |     |
| Viton        |    |                     |     |     |

## Segundo jogo
| 5 de agosto | Blumenau                                                   | 4 – 2  | CEC/Orleans              | Complexo Esportivo Bernardo Werner                                      |
| 15:30       | Lucas Sousa 9' · Maurílio 46' · Lucas Vaz 85' · Miller 90' | Súmula | 45+3' Higor · 47' Danilo | Público: 1 640 Renda: R$ 26.235,00 Árbitro: SC Bráulio da Silva Machado |

| Blumenau | CEC/Orleans |

| BLUMENAU:    |    |                     |     |     |
|              |    |                     |     |     |
| G            | 1  | Bruno               |     |     |
| LD           | 2  | Julinho             |     |     |
| Z            | 3  | Weverton Fugão      |     |     |
| Z            | 4  | Alex Moreira        |     |     |
| LE           | 6  | Andrey              | 39' | 70' |
| V            | 5  | Ismael              |     |     |
| V            | 8  | Ygor                |     |     |
| M            | 10 | Miller              | 90' |     |
| A            | 7  | Lucas Vaz           | 86' |     |
| A            | 9  | Maurílio            |     |     |
| A            | 11 | Lucas Sousa         |     | 71' |
| Substitutos: |    |                     |     |     |
| G            | 12 | Edinei              |     |     |
|              | 13 | Fernando            |     |     |
| LE           | 14 | Ricardo             |     |     |
|              | 15 | Ademir              |     |     |
|              | 16 | Matheus             |     |     |
| M            | 17 | Evandro             |     | 70' |
| A            | 18 | Matheus Bittencourt |     | 71' |
| M            | 19 | Thor                |     |     |
| A            | 20 | Marcos Vinicius     |     |     |
|              | 21 | Nathan              |     |     |
| A            | 22 | Robson Lins         |     |     |
|              | 23 | Marcio              |     |     |
| Treinador:   |    |                     |     |     |
| Viton        |    |                     |     |     |

|              |              |                  |     |     |
|              | CEC/ORLEANS: |                  |     |     |
| G            | 1            | Kanan            |     |     |
| LD           | 2            | Danilo           |     |     |
| Z            | 3            | Marcelo Almeida  |     |     |
| Z            | 4            | Marcelo Fernando |     |     |
| LE           | 6            | Geraldinho       | 46' |     |
| V            | 5            | Maranhão         |     |     |
| V            | 8            | Douglas          |     |     |
| M            | 10           | Higor            |     |     |
| M            | 11           | Fagner           |     |     |
| A            | 7            | Klisman          |     | 87' |
| A            | 9            | Leonardo         |     | 87' |
| Substitutos: |              |                  |     |     |
| G            | 12           | Derick           |     |     |
| LD           | 21           | Rafael           |     |     |
| Z            | 13           | Luiz Filipe      |     |     |
|              | 16           | Luiz Henrique    |     | 87' |
|              | 17           | Vagner           |     | 87' |
|              | 18           | Murilo           |     |     |
| M            | 20           | Higor Antonio    | 47' |     |
| Treinador:   |              |                  |     |     |
| Eduardo      |              |                  |     |     |

## Campeão geral
| Campeonato Catarinense de Futebol de 2017 - Série C |
| --------------------------------------------------- |
| Blumenau Campeão (1º título)                        |